# Saint-Ouën-des-Toits

Saint-Ouën-des-Toits este o comună în departamentul Mayenne, Franța. În 2009 avea o populație de 1,692 de locuitori.

## Istoric

### Revoluția franceză
Saint-Ouën-des-Toits a fost scena luptelor armate dintre Chouans din Maine inferioară și trupele republicane în timpul Revoluției Franceze. Pe 15 martie 1793, districtul Vitré informează Rennes că în regiune se întâlnesc întâlniri suspecte, în special în comunele Burg, Saint-Ouen-des-Toits, Saint-Pierre-la-Cour și La Brulatte.
La crearea cantoanelor, Saint-Ouën-des-Toits este capitala cantonală. Acest canton este eliminat în timpul redistribuirii cantonale a anului IX (1801).

### Administrația municipală
Consiliul municipal este alcătuit din nouăzeci de membri, inclusiv primarul și cinci deputați.

## Toponimie
Numele localității este atestat sub forma lui S. Audoeni în 1125. Parohia a fost dedicată lui Ouen de Rouen, episcop de Rouen, în secolul al șaptelea.